# تشينغداو دبلستار
تشينغداو دبلستار (بالصينية: 青岛双星雄鹰篮球俱乐部) هو فريق كرة سلة صيني للمحترفين تأسس في سنة 2003 يقع مقره في تشينغداو، شاندونغ. يلعب في الرابطة الصينية لكرة السلة.

## أبرز اللاعبين
من أبرز اللاعبين الذين لعبوا معه:
- ألان ويليامز
- إيفان جونسون
- جوش أكوجنون
- جوش سيلبي
- جوستين دينتمون
- مايك هاريس
- بيتر جون راموس
- تريسي مكجرادي
- دي جاي مبنجا